# توماس ر. جاكسون
توماس ر. جاكسون (بالإنجليزية: Thomas R. Jackson)‏ هو مهندس معماري أمريكي، ولد في 1826، وتوفي في 1901.